# X 2200
,,
Le X 2200 est un autorail français, anciennement en service pour les dessertes TER des petites lignes non électrifiées. Il est largement inspiré des autorails X 2100 dont il est une version simplifiée. Trois unités acquises par les régions sont numérotées dans la série des X 92200.
Les 60 autorails sont livrés entre 1985 et 1988, et circulent, pour les derniers, jusqu'à la fin décembre 2017. Au cours des années 2000, une partie de la série bénéficie d'une remotorisation, d'un nouvel aménagement intérieur et de la livrée TER « institutionnelle » bleue et grise.

## Description

### Autorail d'origine

#### Caractéristiques techniques

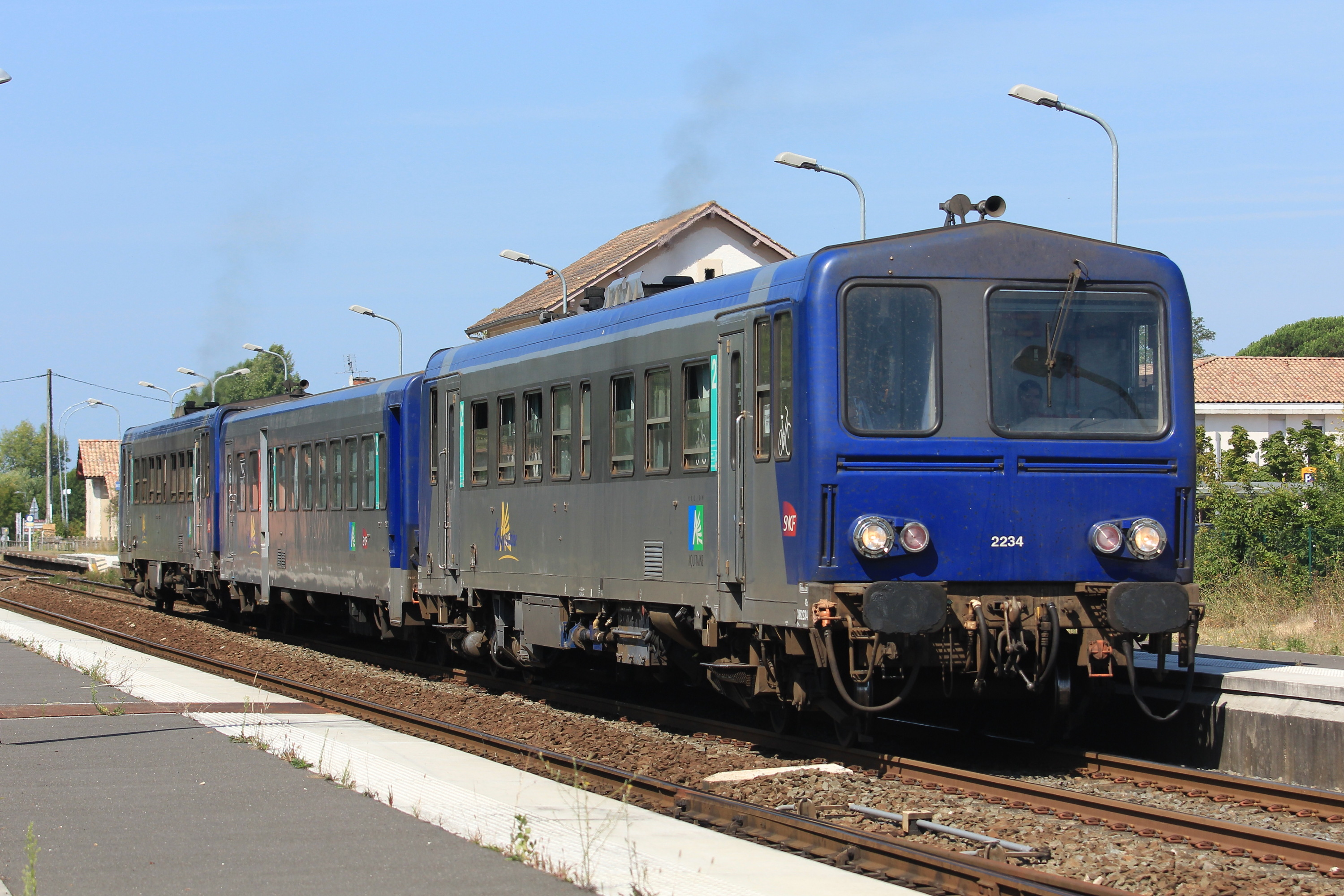
L'X 2234 en livrée TER avec une face avant de X 2100 en tête d'une rame composée de deux X 2200 encadrant une remorque XR 6000.

Les X 2200 se présentent comme une série étroitement dérivée et simplifiée des X 2100. Ils utilisent la même caisse, le même moteur Saurer S1 DHR. Par contre, les extrémités de la caisse sont légèrement différentes, bien qu'interchangeables. La boîte de vitesses Voith T 320 R est proche, mais plus simple et moins lourde. Le frein hydrodynamique utilisé sur les X 2100 est abandonné ; les bogies peuvent donc aussi adopter une structure plus simple. Les portes, rappelant celles des voitures Corail, sont pliantes et non plus louvoyantes-coulissantes mais là aussi les deux modèles sont compatibles. Le principe de la cabine de conduite modulable n'est pas reconduit et le poste de pilotage n'occupe que les deux tiers de la largeur de l'autorail. Le tiers, restant à droite offre directement une vue sur la voie pour des voyageurs debout, comme sur les rames Soulé des CFC, et on y trouve généralement des crochets à vélos. Toutes ces dispositions permettent une diminution de 1,7 t de la masse de l'autorail par rapport à un X 2100 et, à puissance moteur égale, la puissance massique des X 2200 est légèrement supérieure, améliorant un peu les performances en service,.
Cet autorail peut être tractant dans une certaine limite de poids en service commercial. Il peut être couplé avec plusieurs remorques de type XR 6000, XR 6100, XR 6200, XR 96000, XR 96200 et d'autres éléments automoteurs de sa série ainsi que de type X 2100 et X 2800. Il peut tracter jusqu'à 2 remorques par engin avec une composition maximale de 6 caisses.
L'X 2250 présente la particularité d'avoir une caisse en acier inoxydable au lieu d'acier de construction mécanique comme les autres autorails de cette série ; il est mis en service le 3 juin 1987 au dépôt de Tours. Cet élément est radié en avril 2010 à Bordeaux, ne roulant plus depuis des mois.

#### Aménagements intérieurs et livrées

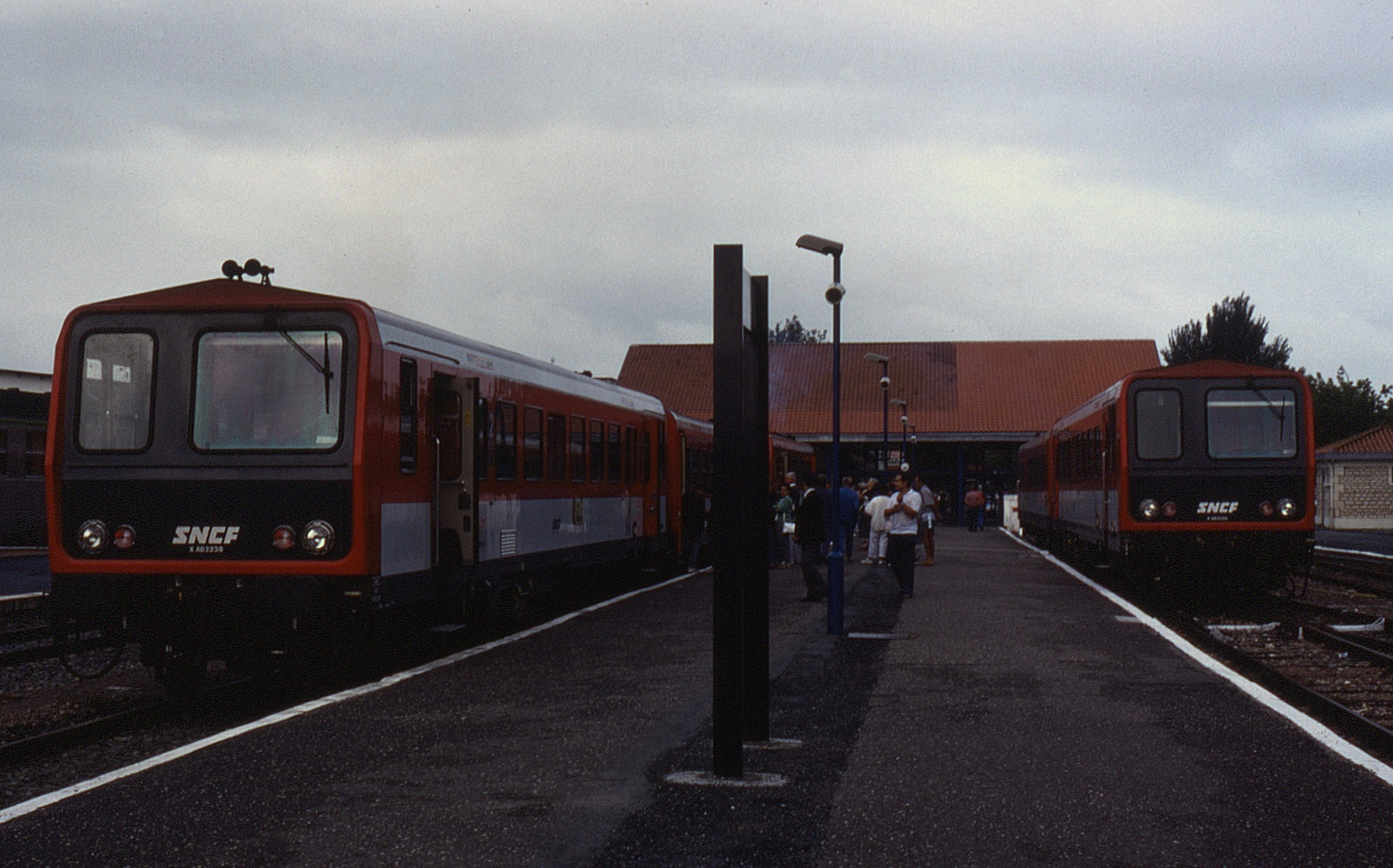
Une UM à gauche en livrée rouge et grise d'origine.

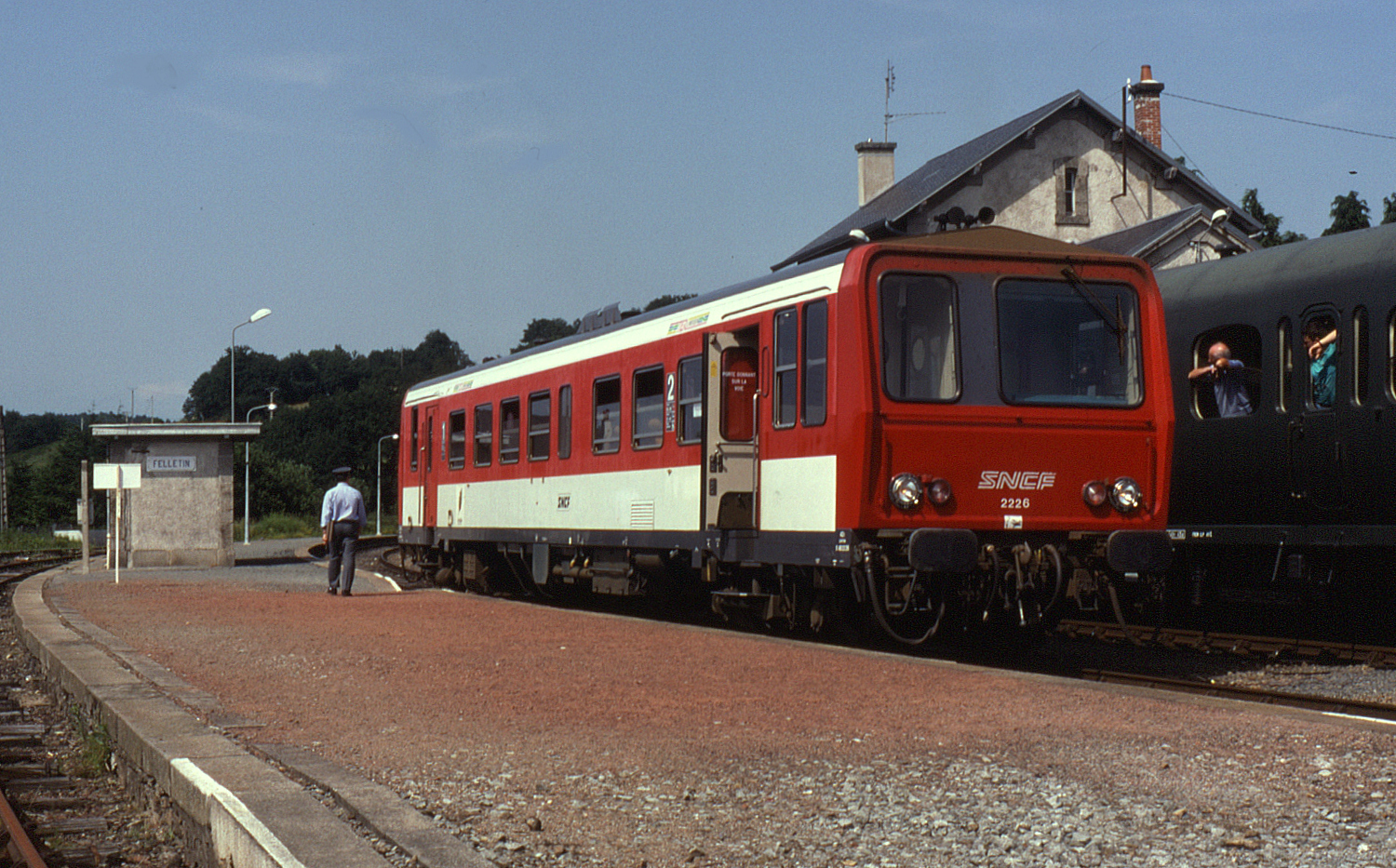
Un engin en livrée rouge et grise modifiée.

L'emplacement du compartiment de première classe, au centre de la caisse près des locaux techniques et du dispositif d'échappement du moteur sur les X 2100, est très largement décrié. L'aménagement intérieur des X 2200 est entièrement revu pour répondre à cette critique : le compartiment de première classe est reporté près de l'une des plateformes d'entrée. De construction, du côté opposé, une rampe et un emplacement pour une personne à mobilité réduite sont aménagés. L'autorail peut ainsi accueillir 63 passagers, 8 en première classe et 55 en seconde classe dont 9 sur des strapontins. Les fauteuils, garnis de skaï marron-orangé, sont disposés par rangées de quatre dans les deux classes, ce qui constitue (avec l'aménagement similaire des X 2100, une rupture avec les EAD dans lesquels les passagers de seconde classe sont assis sur des banquettes.
La première livrée sortie d'usine est rouge dans l'entourage des baies et sur les portes, blanc pour le reste de la caisse avec des faces frontales gris anthracite bordées de rouge comme sur les RGP1 (X 2720 et X 2770) rénovés mais, pour des raisons de visibilité (agents travaillant sur les voies), le gris anthracite cède rapidement la place au rouge et n'est conservé que sur le trumeau séparant les deux baies frontales. À la livraison, certains autorails arborent toutefois une livrée spécifique : l'X 92201 est vert perroquet et blanc, l'X 92202 bleu isabelle et blanc, l'X 2202 bleu foncé et blanc, l'X 92203 blanc avec des bandes orange, bleue et verte avec les faces frontales noires,.
Lors de la mise en place des livrées TER régionales à la fin des années 1980, l'X 92201, l'X 92202 gardent leurs couleurs régionales et l'X 92203 devient jaune lithos et blanc mais perdent leurs faces frontales noires.

X 2200 en livrées régionales TER à partir de 1986.
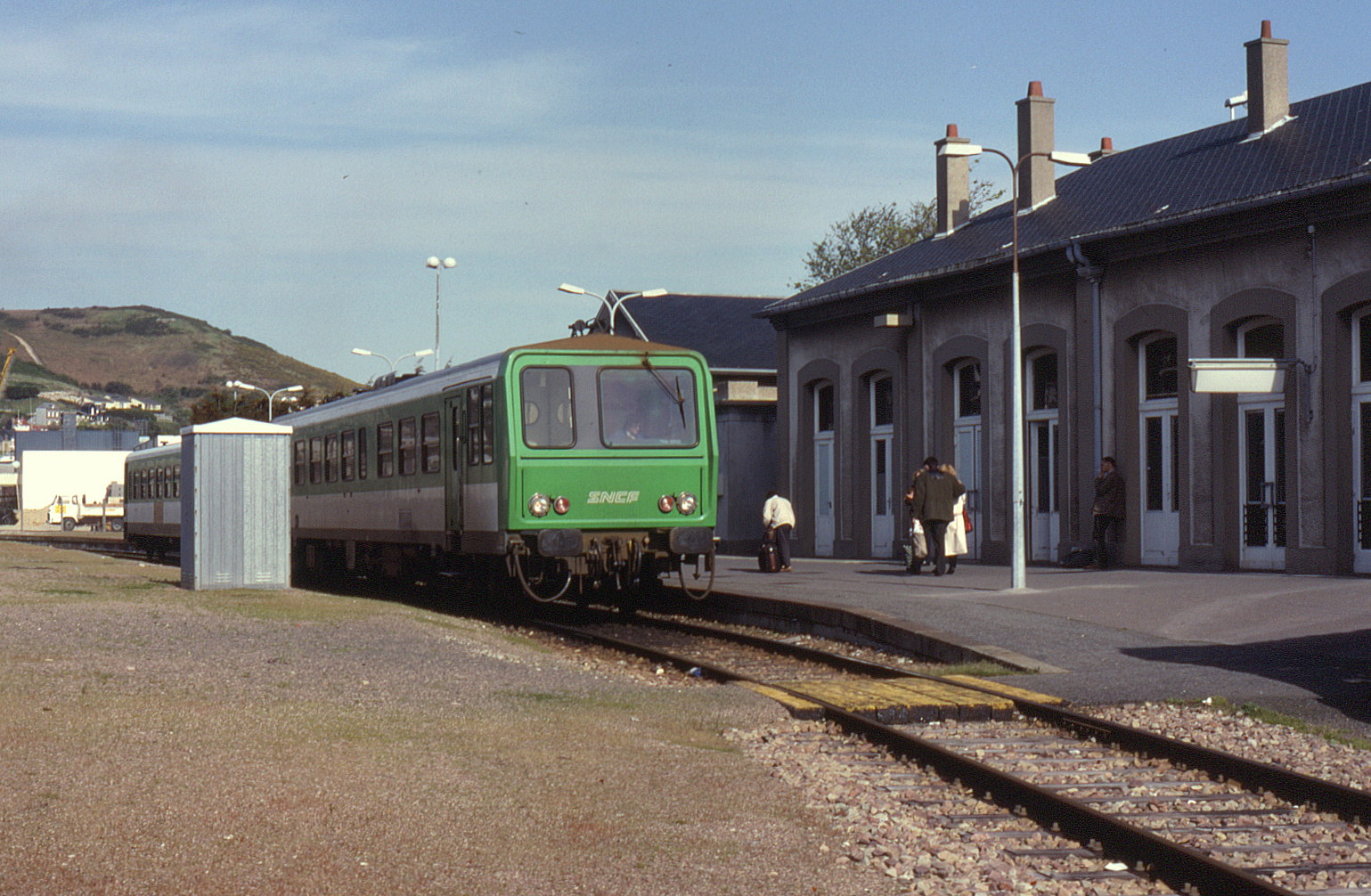
L'X 92201 vert perroquet.
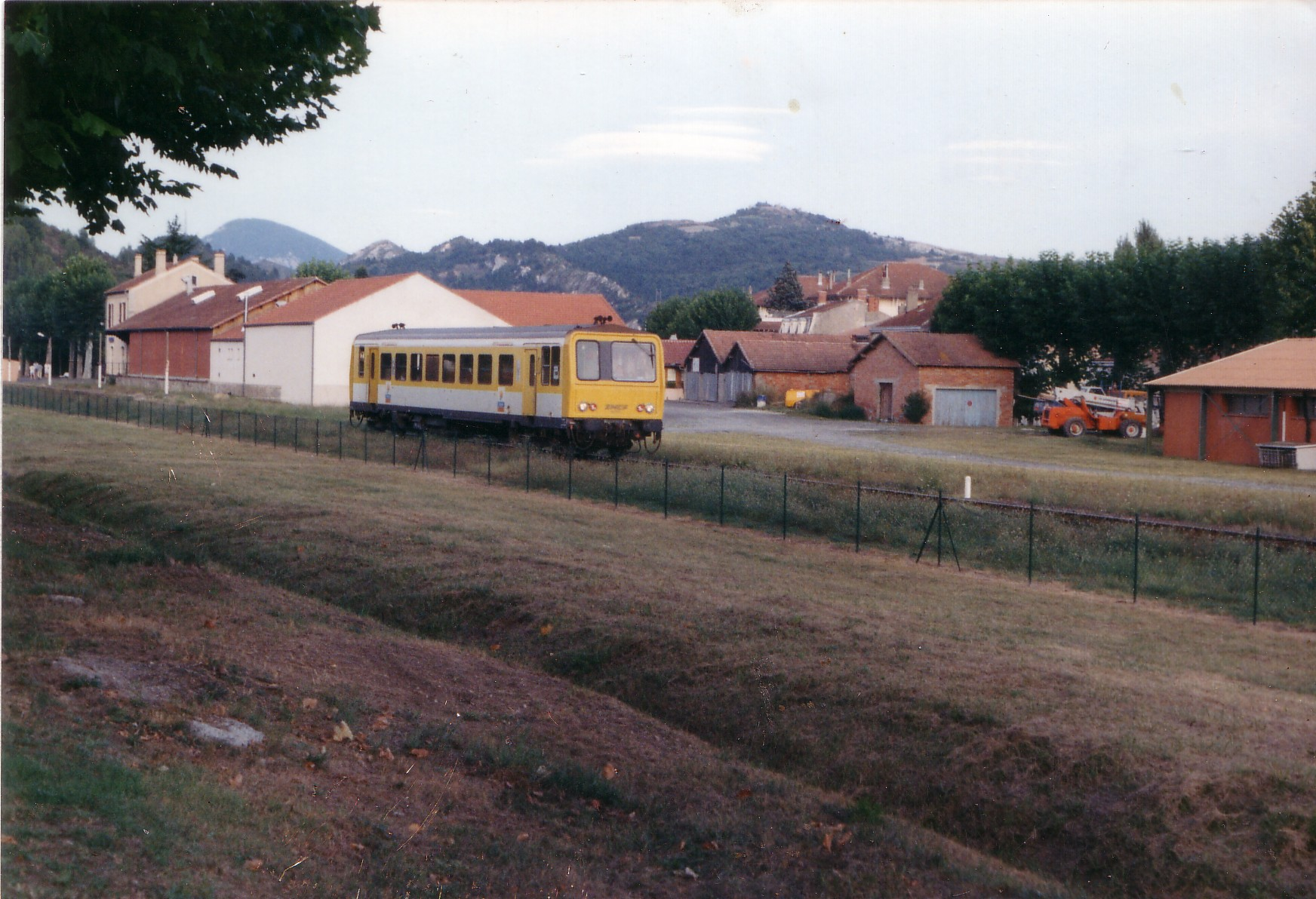
L'X 92203 jaune lithos.

### Re-motorisation et rénovation

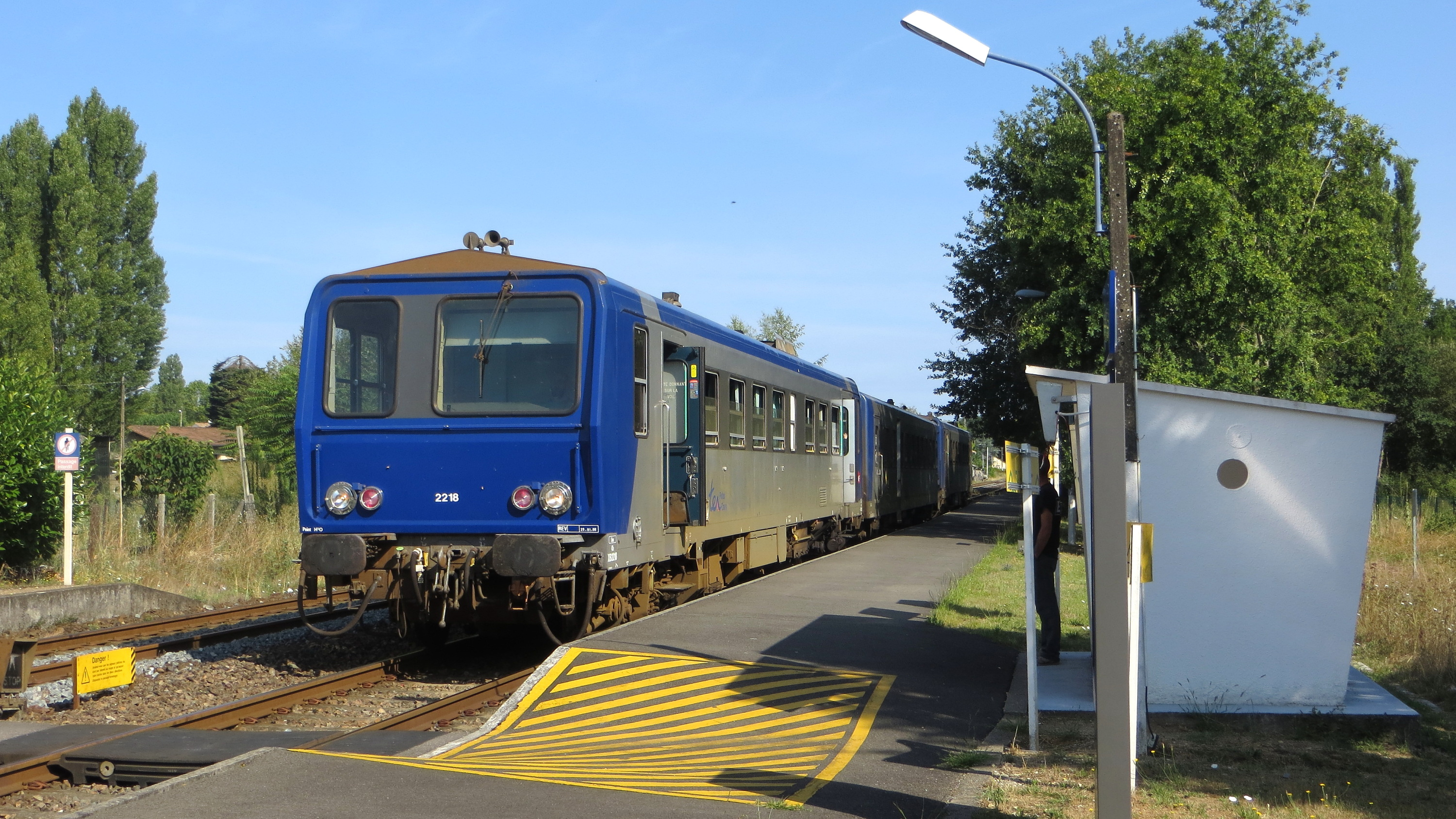
L'X 2218 en UM avec la livrée TER.

À la fin des années 1990, les moteurs Saurer des X 2200 posent des problèmes de maintenance, de vibrations, de consommation et de pollution. La décision est prise de les remplacer sur tout ou partie du parc, qui arrive à mi-vie. Un moteur déjà utilisé des engins de travaux publics et des camions est retenu. Il s'agit du moteur MAN 2842 LE à douze cylindres en V et turbocompresseur. Pouvant développer jusqu'à 588,8 kW, il est limité sur les X 2100 à 478,4 kW pour rester compatible avec la boîte de vitesses des autorails. L'X 2131 sert de prototype à cette re-motorisation réalisée en janvier 2001 sur la base d'un kit « prêt à monter » réalisé par Socofer. Cette opération se révélant un succès une fois des ajustements effectués, il est décidé de l'étendre à quarante des cinquante exemplaires de la série à partir de 2003.
Au début de l'année 2000, le conseil régional du Limousin finance la rénovation des espaces intérieurs de vingt X 2200. À partir de 2006, la région Aquitaine se lance également dans la modernisation de 20 autorails. Les unités concernées, choisies parmi celles dont le moteur est remplacé, sont également repeintes aux couleurs TER unifiées mariant le bleu et deux tons de gris et leur aménagements intérieur est revu : elles sont désormais intégralement transformées en seconde classe, et leur capacité est réduite à 57 passagers dont une place aménagée pour accueillir une personne à mobilité réduite,.

## Carrière
Le rôle confié aux X 2200 est principalement de remplacer les derniers X 2400 et X 2700 mais aussi de re-dynamiser des liaisons entre des grandes villes en dehors des parcours directs. Si l'X 2201 arrivé au dépôt de Limoges en décembre 1985 est le premier autorail de ce type à la SNCF, la véritable tête de série mise en service à Sotteville le 2 août 1985 est l'X 92201, acquis par la région Haute-Normandie,. Suivent à compter de l'état numérique du 1er janvier 1986 jusqu'au 18 avril 1988, la réception des X 2202 à 2257 à la SNCF, de l'X 92202 pour le compte de la région Midi-Pyrénées et de l'X 92203 à la région Languedoc-Roussillon,.

### Lignes desservies
- Sotteville - Ligne de Bréauté-Beuzeville à Fécamp pour l'X 92201[19],[20]
- Toulouse - La Bastide ou Marvejols pour les X 92202/92203[19],[20]

#### TER Centre
- Tours - Vendôme - Châteaudun - Voves - Auneau - Brétigny - Paris-Austerlitz[19],[20]
- Tours - Vierzon[19],[20]
- Tours - Chinon[20]
- Tours - Loches[20]

#### TER Limousin
- Poitiers - Limoges
- Angoulême - Limoges
- Limoges - Montluçon
- Limoges - Nexon - Brive-la-Gaillarde
- Brive-la-Gaillarde - Clermont-Ferrand

#### TER Poitou-Charentes
- Poitiers - Ligne de Saint-Benoit à La Rochelle (Itinéraires saccadés)
- La Rochelle - Saintes - (Bordeaux)
- Niort - Saintes - Royan
- Angoulême - Saintes - Royan

#### TER Aquitaine
- Bordeaux - Bergerac - Sarlat
- Bordeaux - Saint-Mariens - (Saintes)
- Bordeaux - Mont-de-Marsan[19],[20]
- Pau - Oloron-Sainte-Marie
- Bayonne - Saint-Jean-Pied-de-Port

#### TER Provence-Alpes-Côte d'Azur
- Nice - Breil-sur-Roya - Tende - Cuneo[20]
- Liaison semi-rapide Le Puy en Velay / Lyon Part-Dieu via St Étienne pour correspondance rapide par TGV sur Paris gare de Lyon financée par le District urbain du Puy en Velay assurée par le X 2202 avec livrée particulière

### Établissements Publics Régionaux titulaires
Neuf E.P.R. de la SNCF ont compté des X 2200 à leurs effectifs ; parmi eux, celui de Limoges a accueilli les premiers exemplaires SNCF en 1985. Les dernières unités sont retirées du service en décembre 2017 :
- Bordeaux
- Limoges
- Lyon-Vaise
- Marseille
- Nice
- Saintes
- Sotteville
- Toulouse
- Tours-St-Pierre

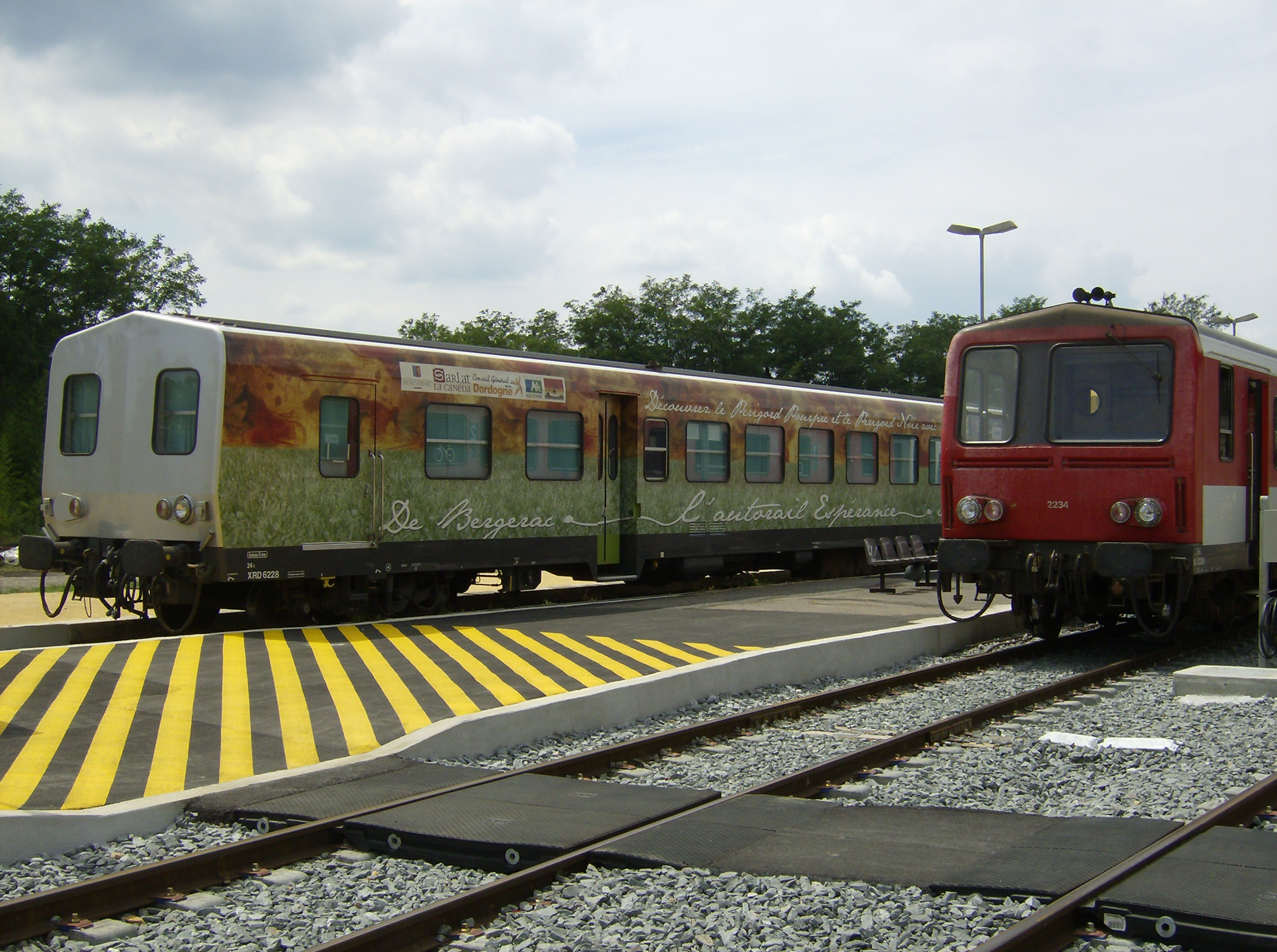
A droite L'X 2234 avec la face avant des X 2100, en gare de Sarlat, une remorque XR 6200 à gauche.

- L'X 2201 rentre en collision le 27 janvier 2003 avec un autorail italien sur la voie unique du  tunnel de la Biogna à Saint-Dalmas-de-Tende[22]. Jugé irréparable, il est radié le 15 janvier 2004[23].
- L'X 2202 subventionné par le District Urbain du Puy en Velay (d'où sa teinte "bleu sainte vierge") pour assurer une liaison semi-rapide Le Puy - Lyon Part-Dieu pour une correspondance TGV.
- L'X 2234 a la particularité d'avoir les faces identiques aux X 2100.
- L'X 92202 fut prêté à la région Aquitaine puis retourna à son dépôt d'attache Toulouse pour y être radié.

## Engins préservés
- X 2204 : Préservé en service par l'Association du Train Touristique du Centre Var[24]
- X 2208 : Préservé Chemins de fer du Centre-Bretagne, à Pontivy (Morbihan)en prêt par l'association (train des Mouettes)
- X 2210 : Préservé à Montluçon, gérée par l'« AAATV » (« Amicale des Anciens et Amis de la Traction à Vapeur », section Montluçon)
- X 2215 : Préservé à l’Écomusée de Breil/Roya
- X 2217 : Préservé à l’Écomusée de Breil/Roya[25]
- X 2224 : Préservé à Montluçon, gérée par l'« AAATV » (« Amicale des Anciens et Amis de la Traction à Vapeur », section Montluçon)
- X 2230 : Préservé à Montluçon, gérée par l'« AAATV » (« Amicale des Anciens et Amis de la Traction à Vapeur », section Montluçon)
- X 2232 : Préservé à Montluçon, gérée par l'« AAATV » (« Amicale des Anciens et Amis de la Traction à Vapeur », section Montluçon)
- X 2233 : Préservé à Bort-les-Orgues , géré par le Chemins de Fer de la Haute Auvergne ; utilisation depuis l'été 2017 sur Riom - Lugarde (train touristique Gentiane-Express)
- X 2235 : Préservé à la Cité du train à Mulhouse (entré le 16 décembre 2015)
- X 2238 : Préservé à Bort-les-Orgues , géré par le Chemins de Fer de la Haute Auvergne, utilisation depuis l'été 2017 sur Riom - Lugarde (train touristique Gentiane-Express)
- X 2247 autorail Limousin (entrée 7 mars 2022)
- X 2251 : Préservé Chemins de fer du Centre-Bretagne, à Pontivy (Morbihan),en prêt par l'association (train des Mouettes)
- X 2255 autorail Limousin (entrée 7 mars 2022)

## Modélisme
La firme Lima a produit cet autorail en HO à partir de 1987(voir la revue ferroviaire "Voies Ferrées" numéro 45 de janvier et février 1988 pages 70,71 et 72 où une présentation de ce modèle a été faite). Le modèle a ensuite été repris par Jouef en 1998 et remis à jour en 2013 avec une nouvelle motorisation, transmission et électronique. Depuis, la firme Jouef décline son modèle et sort régulièrement de nouvelles versions.
À l'échelle N, les firmes Mikadotrain et l'artisan Rémois Stéphane Levaux sous le nom de Mistral ont commercialisé ce modèle.